# Sorvete napolitano

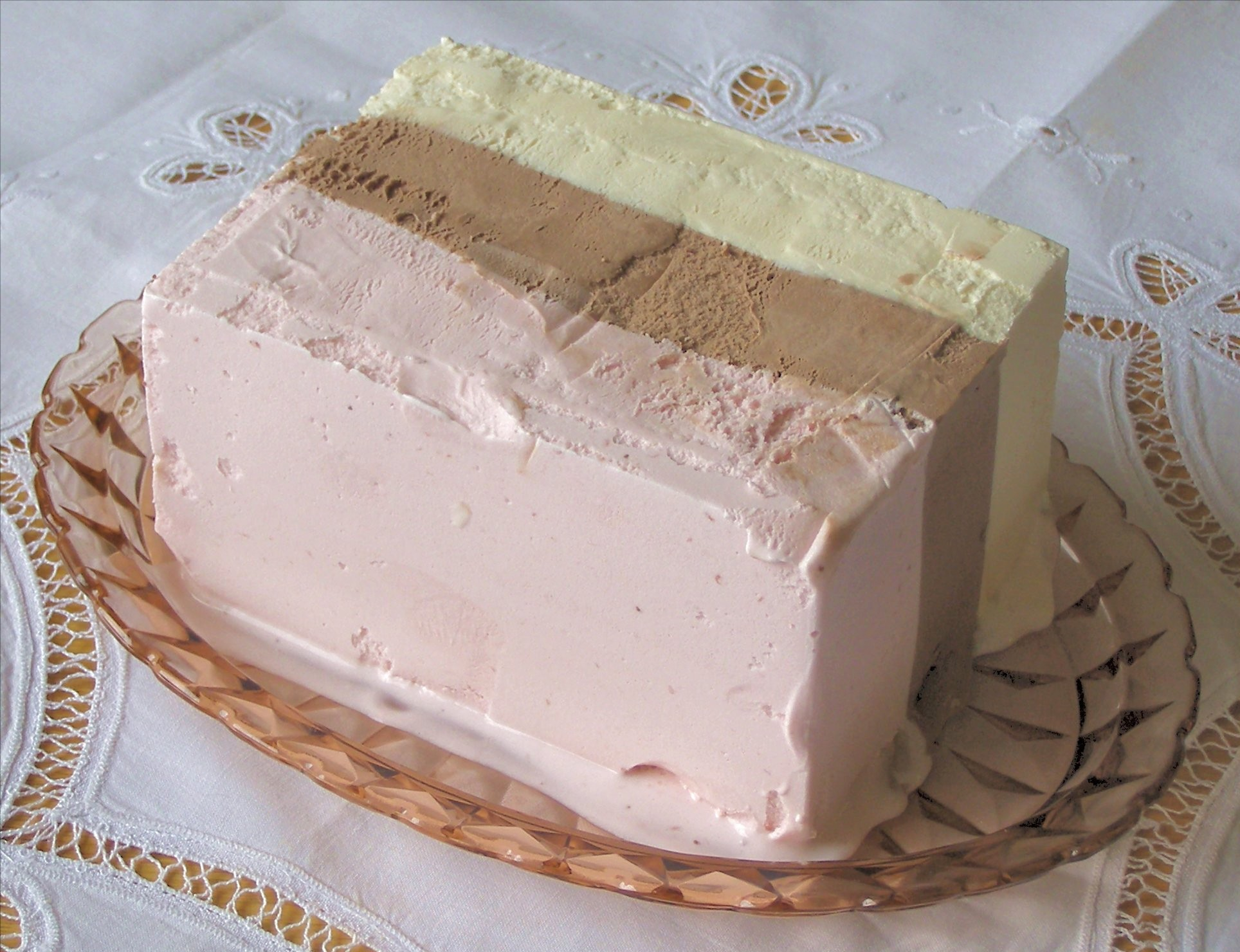
Sorvete napolitano

O sorvete napolitano é um tipo de sorvete composto por três sabores separados (baunilha, chocolate e morango) arranjados lado a lado no mesmo container, normalmente sem qualquer empacotamento entre eles.
O sorvete napolitano foi assim nomeado no final do século XIX como reflexo de sua suposta origem na culinária da cidade italiana de Nápoles e os muitos imigrantes napolitanos que levaram seu conhecimento na preparação de sorvete (gelato) para os Estados Unidos e outros lugares. O Spumoni foi introduzido nos EUA na década de 1870 como um sorvete à moda napolitana. Inicialmente, as receitas eram compostas por vários sabores; entretanto, o conjunto de três sabores justapostos tornou-se um denominador comum, em função de sua semelhança com a bandeira da Itália, típica de receitas como a insalata tricolore e a pizza margherita.